# La Marne (Loire-Atlantique)
Pour les articles homonymes, voir Marne.
La Marne est une commune de l'Ouest de la France, située dans le département de la Loire-Atlantique, en région Pays de la Loire.
Ses habitants s'appellent les Marnais et les Marnaises.
La Marne comptait 1 406 habitants au recensement de 2014.
La commune faisait partie du pays traditionnel du pays de Retz, dans le pays historique du Pays nantais.

## Géographie

Situation de la commune de la Marne dans le département de la Loire-Atlantique.

La Marne est située à 30 km au sud-est de Nantes et à 10 km au sud-est de Saint-Philbert-de-Grand-Lieu.
| Machecoul-Saint-Même |                            | Saint-Philbert-de-Grand-Lieu |
|                      | La Marne                   | La Limouzinière              |
| Paulx                | Saint-Étienne-de-Mer-Morte |                              |

### Climat
Pour des articles plus généraux, voir Climat des Pays de la Loire et Climat de la Loire-Atlantique.
En 2010, le climat de la commune est de type climat océanique franc, selon une étude du CNRS s'appuyant sur une série de données couvrant la période 1971-2000. En 2020, Météo-France publie une typologie des climats de la France métropolitaine dans laquelle la commune est exposée à un climat océanique et est dans la région climatique  Bretagne orientale et méridionale, Pays nantais, Vendée, caractérisée par une faible pluviométrie en été et une bonne insolation. 
Pour la période 1971-2000, la température annuelle moyenne est de 12,3 °C, avec une amplitude thermique annuelle de 13,2 °C. Le cumul annuel moyen de précipitations est de 791 mm, avec 12,6 jours de précipitations en janvier et 6,3 jours en juillet. Pour la période 1991-2020, la température moyenne annuelle observée sur la station météorologique de Météo-France la plus proche, « Saint-Même-le-Tenu », sur la commune de Machecoul-Saint-Même à 6 km à vol d'oiseau, est de 12,7 °C et le cumul annuel moyen de précipitations est de 866,4 mm,. Pour l'avenir, les paramètres climatiques de la commune estimés pour 2050 selon différents scénarios d'émission de gaz à effet de serre sont consultables sur un site dédié publié par Météo-France en novembre 2022.

## Urbanisme

### Typologie
Au 1er janvier 2024, La Marne est catégorisée bourg rural, selon la nouvelle grille communale de densité à sept niveaux définie par l'Insee en 2022.
Elle est située hors unité urbaine. Par ailleurs la commune fait partie de l'aire d'attraction de Nantes, dont elle est une commune de la couronne,. Cette aire, qui regroupe 116 communes, est catégorisée dans les aires de 700 000 habitants ou plus (hors Paris),.

### Occupation des sols
L'occupation des sols de la commune, telle qu'elle ressort de la base de données européenne d’occupation biophysique des sols Corine Land Cover (CLC), est marquée par l'importance des territoires agricoles (94,6 % en 2018), en diminution par rapport à 1990 (97,2 %). La répartition détaillée en 2018 est la suivante : 
terres arables (65,5 %), zones agricoles hétérogènes (24,1 %), prairies (5 %), zones urbanisées (3,8 %), forêts (1,6 %). L'évolution de l’occupation des sols de la commune et de ses infrastructures peut être observée sur les différentes représentations cartographiques du territoire : la carte de Cassini (XVIIIe siècle), la carte d'état-major (1820-1866) et les cartes ou photos aériennes de l'IGN pour la période actuelle (1950 à aujourd'hui).

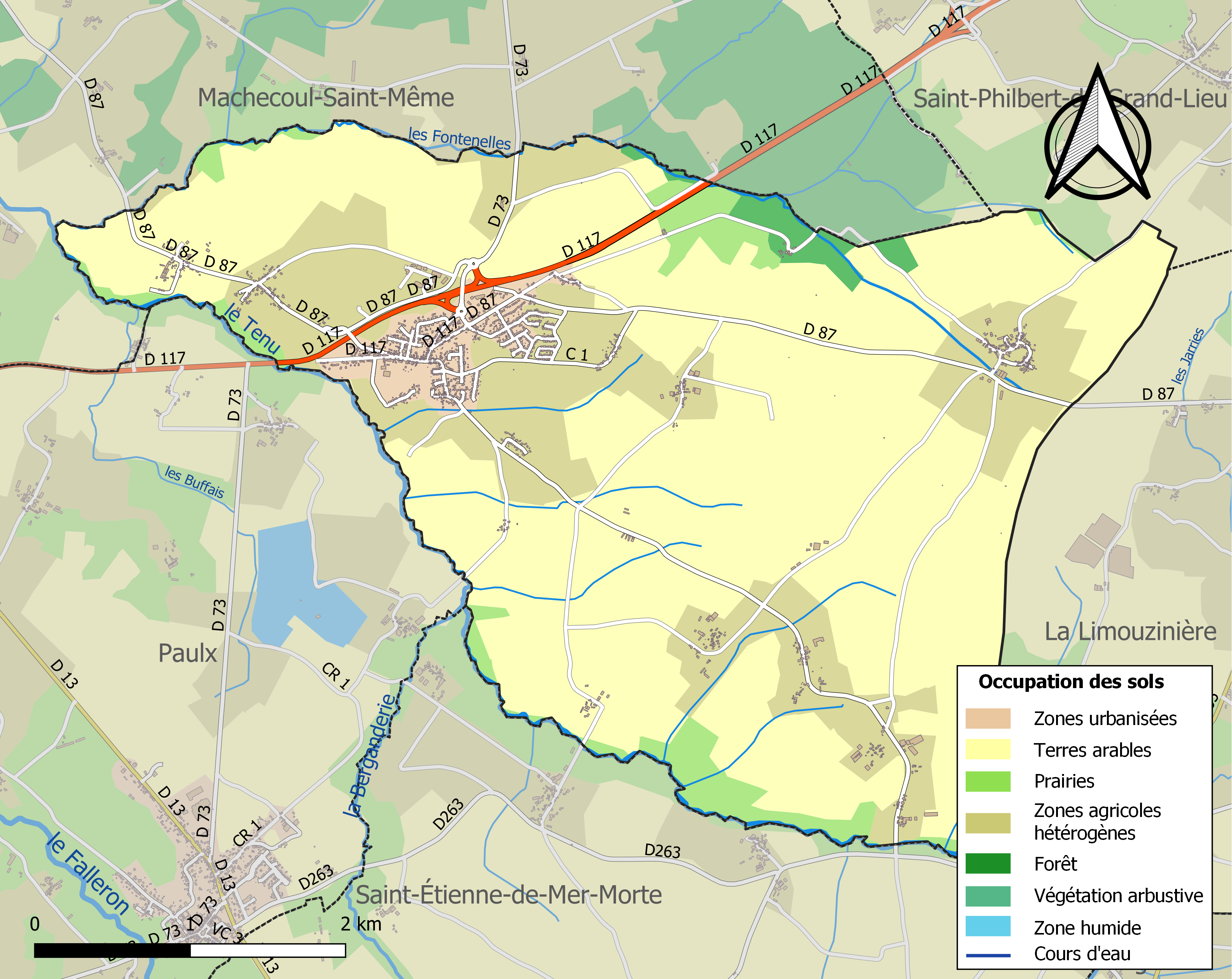
Carte des infrastructures et de l'occupation des sols de la commune en 2018 (CLC).

## Toponymie
La paroisse de La Marne est mentionnée pour la première fois en 1062, dans un acte de l'abbaye de Redon sous le nom de Sanctoe Marioe de Marnis : “Sainte-Marie de La Marne”.
Le nom de La Marne viendrait du celte matronas : la « source », la « Rivière-Mère ».
Bien que la commune se trouve dans le domaine linguistique du poitevin, l'Office public de la langue bretonne propose la forme bretonne actuelle suivante : Maeron. La Marne possède aussi un nom en gallo, écrit La Marne selon l'écriture ABCD et La Marnn selon l'écriture MOGA. En gallo, le nom de la commune se prononce [lamaʁn].

## Histoire
La paroisse de La Marne est mentionnée dès 1062, dans un acte de l'abbaye de Redon sous le nom de « Sanctoe Marioe de Marnis ». On lit qu'à cette date l'évêque de Nantes donne aux moines de l'abbaye de Redon « deux églises au pays de Retz, au-delà de la Loire, Sainte-Marie de Frossay et Sainte-Marie de La Marne ».
Il s'agissait d'une châtellenie dépendant de la seigneurie de Machecoul. Cette châtellenie avait un droit de haute, moyenne et basse justice. Les derniers seigneurs connus appartiennent à la famille Chardonnay (Bécherel du Chardonnay). Les armes des seigneurs du Chardonnay, famille aujourd'hui éteinte (« de gueules au lion d'argent ») sont devenues celles de la commune de La Marne.

## Héraldique
| Blason | Blasonnement : De gueules au lion d'argent, lampassé et armé d'or. Commentaires : Blason de la juridiction de La Marne en 1696 (Grand Armorial de France). Blason (délibération municipale du 12 septembre 1967) enregistré le 13 mai 1970. |

## Population et société

### Démographie
Selon le classement établi par l'Insee, La Marne fait partie de l'aire urbaine et de la zone d'emploi de Nantes et du bassin de vie de Machecoul. Elle n'est intégrée dans aucune unité urbaine. Toujours selon l'Insee, en 2010, la répartition de la population sur le territoire de la commune était considérée comme « peu dense » : 81 % des habitants résidaient dans des zones « peu denses »  et 19 % dans des zones « très peu denses ».

#### Évolution démographique
Les données concernant 1793 sont perdues.
L'évolution du nombre d'habitants est connue à travers les recensements de la population effectués dans la commune depuis 1800. Pour les communes de moins de 10 000 habitants, une enquête de recensement portant sur toute la population est réalisée tous les cinq ans, les populations de référence des années intermédiaires étant quant à elles estimées par interpolation ou extrapolation. Pour la commune, le premier recensement exhaustif entrant dans le cadre du nouveau dispositif a été réalisé en 2006.

En 2022, la commune comptait 1 578 habitants, en évolution de +6,69 % par rapport à 2016 (Loire-Atlantique : +6,68 %, France hors Mayotte : +2,11 %).
| 1800 | 1806 | 1821 | 1831 | 1836 | 1841 | 1846 | 1851 | 1856 |
| ---- | ---- | ---- | ---- | ---- | ---- | ---- | ---- | ---- |
| 446  | 411  | 779  | 753  | 804  | 882  | 912  | 896  | 900  |

| 1861 | 1866  | 1872  | 1876  | 1881  | 1886  | 1891  | 1896  | 1901  |
| ---- | ----- | ----- | ----- | ----- | ----- | ----- | ----- | ----- |
| 974  | 1 037 | 1 075 | 1 103 | 1 124 | 1 108 | 1 127 | 1 174 | 1 151 |

| 1906  | 1911  | 1921 | 1926 | 1931 | 1936 | 1946 | 1954 | 1962 |
| ----- | ----- | ---- | ---- | ---- | ---- | ---- | ---- | ---- |
| 1 135 | 1 115 | 990  | 913  | 885  | 848  | 814  | 797  | 794  |

| 1968 | 1975 | 1982 | 1990 | 1999 | 2006  | 2011  | 2016  | 2021  |
| ---- | ---- | ---- | ---- | ---- | ----- | ----- | ----- | ----- |
| 788  | 764  | 798  | 835  | 917  | 1 328 | 1 361 | 1 479 | 1 592 |

| 2022  | - | - | - | - | - | - | - | - |
| ----- | - | - | - | - | - | - | - | - |
| 1 578 | - | - | - | - | - | - | - | - |

#### Pyramide des âges
La population de la commune est relativement jeune.
En 2018, le taux de personnes d'un âge inférieur à 30 ans s'élève à 41,1 %, soit au-dessus de la moyenne départementale (37,3 %). À l'inverse, le taux de personnes d'âge supérieur à 60 ans est de 15,2 % la même année, alors qu'il est de 23,8 % au niveau départemental.
En 2018, la commune comptait 792 hommes pour 766 femmes, soit un taux de 50,83 % d'hommes, largement supérieur au taux départemental (48,58 %).
Les pyramides des âges de la commune et du département s'établissent comme suit.
| Hommes | Classe d’âge | Femmes |
| ------ | ------------ | ------ |
| 0,3    | 90 ou +      | 0,0    |
| 3,7    | 75-89 ans    | 4,6    |
| 11,3   | 60-74 ans    | 10,6   |
| 20,1   | 45-59 ans    | 18,6   |
| 23,3   | 30-44 ans    | 25,4   |
| 16,3   | 15-29 ans    | 16,0   |
| 25,0   | 0-14 ans     | 24,9   |

| Hommes | Classe d’âge | Femmes |
| ------ | ------------ | ------ |
| 0,6    | 90 ou +      | 1,8    |
| 6      | 75-89 ans    | 8,6    |
| 15,1   | 60-74 ans    | 16,4   |
| 19,4   | 45-59 ans    | 18,8   |
| 20,1   | 30-44 ans    | 19,3   |
| 19,2   | 15-29 ans    | 17,4   |
| 19,5   | 0-14 ans     | 17,6   |

## Lieux et monuments
• Eglise Notre-Dame-de-l'Assomption